# Ангуло, Альберто
Франси́ско Альбе́рто Ангу́ло Эспино́са (исп. Francisco Alberto Angulo Espinosa; род. 19 июня 1970, Сарагоса) — испанский баскетболист, атакующий защитник, выступавший на профессиональном уровне в период 1989—2007 годов.
Представлял испанские клубы «Сарагоса», «Леон», «Реал Мадрид», «Льейда Баскет», в составе «Реала» выигрывал чемпионат Испании и Еврокубок, признавался самым ценным игроком финала чемпионата Испании по баскетболу.
Как игрок национальной сборной Испании становился серебряным призёром чемпионата Европы во Франции, участвовал в баскетбольном турнире летних Олимпийских игр в Сиднее.
Также известен как тренер и менеджер по баскетболу.

## Биография
Альберто Ангуло родился 19 июня 1970 года в Сарагосе.
Начинал карьеру профессионального игрока в местной одноимённой баскетбольной команде «Сарагоса», 30 сентября 1989 года дебютировал в матче чемпионата Испании по баскетболу. Фактически оставался в команде в течение шести лет, не считая сезона 1991/92, когда он в течение некоторого времени представлял «Леон». Одно из важнейших достижений в этот период — победа на Кубке короля 1990 года.
В 1996 году Ангуло перешёл в один из сильнейших испанских клубов «Реал Мадрид», и именно с ним связаны все главные победы его спортивной карьеры. Так, уже в дебютном сезоне в «Реале» стал обладателем Еврокубка, тогда как в 2000 году пришёл вместе с командой к титулу чемпиона Испании, в частности был признан лучшим игроком финала чемпионата.
Благодаря череде удачных выступлений на клубном уровне Альберто Ангуло вошёл в основной состав испанской национальной сборной и в 1999 году побывал на чемпионате Европы во Франции, откуда привёз награду серебряного достоинства — в финальном решающем матче испанцы со счётом 56:64 уступили сборной Италии. Год спустя Ангуло также удостоился права защищать честь страны на летних Олимпийских играх в Сиднее — здесь испанская команда выиграла у Анголы, но затем проиграла всем остальным соперникам, России, Канаде, Югославии и Австралии, в результате чего заняла на групповом этапе предпоследнее место и не попала в плей-офф. В утешительной встрече за девятое место Испания всё же взяла верх над Китаем.
В 2002 году Ангуло покинул «Реал» и затем в течение трёх лет состоял в клубе «Льейда Баскет», а позже, вернувшись в родной город, в период 2005—2007 годов был игроком «Сарагосы». Тем не менее, в последние годы он уже не показывал высоких результатов, не выигрывал трофеев и не приглашался в национальную сборную.
После завершения спортивной карьеры занялся тренерской деятельностью, в сезоне 2008/09 в качестве главного тренера возглавил небольшую команду «Оливар», выступающую в лиге EBA, позже какое-то время руководил «Сарагосой». В настоящее время является менеджером молодёжного «Реал Мадрида».
Его младший брат Лусио Ангуло так же является достаточно известным баскетболистом.